# Andreas Gabalier/Diskografie
Diese Diskografie ist eine Übersicht über die musikalischen Werke des österreichischen Volksmusikanten Andreas Gabalier. Den Schallplattenauszeichnungen zufolge hat er bisher mehr als 6,2 Millionen Tonträger verkauft, davon alleine in Deutschland über 5,2 Millionen, womit er zu den Musikern mit den meisten Tonträgerverkäufen des Landes zählt. Seine erfolgreichste Veröffentlichung ist die Single Hulapalu mit über 1,2 Millionen verkauften Einheiten. Diese verkaufte sich alleine in Deutschland über 1,2 Millionen Mal und zählt damit zu den meistverkauften Singles des Landes. Zudem zählen Gabaliers Singles I sing a Liad für di, Amoi seg’ ma uns wieder und Hulapalu mit über 600.000 bzw. 1,2 Millionen verkauften Einheiten zu den meistverkauften Schlagern in Deutschland.

## Alben

### Studioalben
| Jahr | Titel Musiklabel                                   | Höchstplatzierung, Gesamtwochen, AuszeichnungChartplatzierungen (Jahr, Titel, Musiklabel, Platzierungen, Wochen, Auszeichnungen, Anmerkungen) | Höchstplatzierung, Gesamtwochen, AuszeichnungChartplatzierungen (Jahr, Titel, Musiklabel, Platzierungen, Wochen, Auszeichnungen, Anmerkungen) | Höchstplatzierung, Gesamtwochen, AuszeichnungChartplatzierungen (Jahr, Titel, Musiklabel, Platzierungen, Wochen, Auszeichnungen, Anmerkungen) | Anmerkungen                                                |
| Jahr | Titel Musiklabel                                   | DE | AT | CH | Anmerkungen                                                |
| ---- | -------------------------------------------------- | --- | --- | --- | ---------------------------------------------------------- |
| 2009 | Da komm’ ich her Koch Universal (UMG)              | DE33 Platin · (18 Wo.)DE | AT4 ×5Fünffachplatin · (295 Wo.)AT | CH19 Gold · (16 Wo.)CH | Erstveröffentlichung: 29. Mai 2009 Verkäufe: + 315.000     |
| 2010 | Herzwerk Koch Universal (UMG)                      | DE31 ×2Doppelplatin · (60 Wo.)DE | AT1 ×8Achtfachplatin · (195 Wo.)AT | CH23 Platin · (57 Wo.)CH | Erstveröffentlichung: 23. Juli 2010 Verkäufe: + 590.000    |
| 2011 | Volks-Rock‘n’Roller Koch Universal (UMG)           | DE19 Platin · (23 Wo.)DE | AT1 ×8Achtfachplatin · (100 Wo.)AT | CH35 Platin · (39 Wo.)CH | Erstveröffentlichung: 14. Oktober 2011 Verkäufe: + 390.000 |
| 2013 | Home Sweet Home Electrola • Stall-Records (UMG)    | DE4 ×7Siebenfachgold · (150 Wo.)DE | AT1 ×6Sechsfachplatin · (163 Wo.)AT | CH2 Platin · (128 Wo.)CH | Erstveröffentlichung: 7. Juni 2013 Verkäufe: + 820.000     |
| 2015 | Mountain Man Electrola • Stall-Records (UMG)       | DE1 ×3Dreifachgold · (114 Wo.)DE | AT1 ×3Dreifachplatin · (130 Wo.)AT | CH1 Platin · (116 Wo.)CH | Erstveröffentlichung: 15. Mai 2015 Verkäufe: + 365.000     |
| 2018 | Vergiss mein nicht Electrola • Stall-Records (UMG) | DE1 Gold · (38 Wo.)DE | AT1 ×2Doppelplatin · (42 Wo.)AT | CH1 Gold · (35 Wo.)CH | Erstveröffentlichung: 1. Juni 2018 Verkäufe: + 140.000     |
| 2022 | Ein neuer Anfang Electrola • Stall-Records (UMG)   | DE2 (11 Wo.)DE | AT1 (24 Wo.)AT | CH2 (10 Wo.)CH | Erstveröffentlichung: 17. Juni 2022                        |

### Livealben
| Jahr | Titel Musiklabel                                                 | Höchstplatzierung, Gesamtwochen, AuszeichnungChartplatzierungen (Jahr, Titel, Musiklabel, Platzierungen, Wochen, Auszeichnungen, Anmerkungen) | Höchstplatzierung, Gesamtwochen, AuszeichnungChartplatzierungen (Jahr, Titel, Musiklabel, Platzierungen, Wochen, Auszeichnungen, Anmerkungen) | Höchstplatzierung, Gesamtwochen, AuszeichnungChartplatzierungen (Jahr, Titel, Musiklabel, Platzierungen, Wochen, Auszeichnungen, Anmerkungen) | Anmerkungen                                                                  |
| Jahr | Titel Musiklabel                                                 | DE | AT | CH | Anmerkungen                                                                  |
| ---- | ---------------------------------------------------------------- | --- | --- | --- | ---------------------------------------------------------------------------- |
| 2012 | Volks-Rock‘n’Roller Live Koch Universal (UMG)                    | DE11 ×5Fünffachgold · (73 Wo.)DE | AT1 (89 Wo.)AT | CH16 Platin · (23 Wo.)CH | Erstveröffentlichung: 12. Oktober 2012 Verkäufe: + 530.000                   |
| 2014 | Home Sweet Home Live – Olympiahalle München Koch Universal (UMG) | DE*DE | AT**AT | CH**CH | Erstveröffentlichung: 14. März 2014 * siehe Studioalbum, ** siehe Videoalbum |
| 2016 | Mountain Man – Live aus Berlin Electrola • Stall-Records (UMG)   | DE*DE | AT**AT | CH**CH | Erstveröffentlichung: 1. April 2016 * siehe Studioalbum, ** siehe Videoalbum |
| 2016 | MTV Unplugged Electrola (UMG)                                    | DE2 ×3Dreifachgold · (57 Wo.)DE | AT1 Platin · (78 Wo.)AT | CH3 (51 Wo.)CH | Erstveröffentlichung: 25. November 2016 Verkäufe: + 315.000                  |

### Kompilationen
| Jahr | Titel Musiklabel                                                       | Höchstplatzierung, Gesamtwochen, AuszeichnungChartplatzierungen (Jahr, Titel, Musiklabel, Platzierungen, Wochen, Auszeichnungen, Anmerkungen) | Höchstplatzierung, Gesamtwochen, AuszeichnungChartplatzierungen (Jahr, Titel, Musiklabel, Platzierungen, Wochen, Auszeichnungen, Anmerkungen) | Höchstplatzierung, Gesamtwochen, AuszeichnungChartplatzierungen (Jahr, Titel, Musiklabel, Platzierungen, Wochen, Auszeichnungen, Anmerkungen) | Anmerkungen                                                  |
| Jahr | Titel Musiklabel                                                       | DE | AT | CH | Anmerkungen                                                  |
| ---- | ---------------------------------------------------------------------- | --- | --- | --- | ------------------------------------------------------------ |
| 2019 | 10 Jahre – Best of Volks-Rock‘n’Roller Electrola • Stall-Records (UMG) | DE1 Gold · (31 Wo.)DE | AT1 (60 Wo.)AT | CH3 (20 Wo.)CH | Erstveröffentlichung: 13. September 2019 Verkäufe: + 100.000 |

### EPs
| Jahr | Titel Musiklabel                                | Anmerkungen                              |
| ---- | ----------------------------------------------- | ---------------------------------------- |
| 2023 | Wienerlieder – Für die Ewigkeit Electrola (UMG) | Erstveröffentlichung: 22. September 2023 |

### Weihnachtsalben
| Jahr | Titel Musiklabel                                              | Höchstplatzierung, Gesamtwochen, AuszeichnungChartplatzierungen (Jahr, Titel, Musiklabel, Platzierungen, Wochen, Auszeichnungen, Anmerkungen) | Höchstplatzierung, Gesamtwochen, AuszeichnungChartplatzierungen (Jahr, Titel, Musiklabel, Platzierungen, Wochen, Auszeichnungen, Anmerkungen) | Höchstplatzierung, Gesamtwochen, AuszeichnungChartplatzierungen (Jahr, Titel, Musiklabel, Platzierungen, Wochen, Auszeichnungen, Anmerkungen) | Anmerkungen                                               |
| Jahr | Titel Musiklabel                                              | DE | AT | CH | Anmerkungen                                               |
| ---- | ------------------------------------------------------------- | --- | --- | --- | --------------------------------------------------------- |
| 2020 | A Volks-Rock‘n’Roll Christmas Electrola • Stall-Records (UMG) | DE3 (12 Wo.)DE | AT1 Gold · (9 Wo.)AT | CH2 (10 Wo.)CH | Erstveröffentlichung: 20. November 2020 Verkäufe: + 7.500 |

## Singles
| Jahr | Titel Album                                                             | Höchstplatzierung, Gesamtwochen, AuszeichnungChartplatzierungen (Jahr, Titel, Album, Platzierungen, Wochen, Auszeichnungen, Anmerkungen) | Höchstplatzierung, Gesamtwochen, AuszeichnungChartplatzierungen (Jahr, Titel, Album, Platzierungen, Wochen, Auszeichnungen, Anmerkungen) | Höchstplatzierung, Gesamtwochen, AuszeichnungChartplatzierungen (Jahr, Titel, Album, Platzierungen, Wochen, Auszeichnungen, Anmerkungen) | Anmerkungen                                                                                              |
| Jahr | Titel Album                                                             | DE | AT | CH | Anmerkungen                                                                                              |
| ---- | ----------------------------------------------------------------------- | --- | --- | --- | --- |
| 2008 | Mit dir Da komm’ ich her                                                | — | — | — | Erstveröffentlichung: 2008                                                                               |
| 2009 | So liab hob i di Da komm’ ich her                                       | DE70 (1 Wo.)DE | AT20 Gold · (21 Wo.)AT | CH39 (2 Wo.)CH | Erstveröffentlichung: 24. April 2009 Verkäufe: + 15.000                                                  |
| 2009 | Es ist die Zeit –                                                       | — | AT20 (4 Wo.)AT | — | Erstveröffentlichung: 20. November 2009                                                                  |
| 2011 | I sing a Liad für di Herzwerk                                           | DE30 ×2Doppelplatin · (88 Wo.)DE | AT9 ×2Doppelplatin · (132 Wo.)AT | CH31 ×2Doppelplatin · (28 Wo.)CH | Erstveröffentlichung: 22. Juli 2011 Verkäufe: + 720.000                                                  |
| 2011 | Sweet Little Rehlein Volks-Rock‘n’Roller                                | — | AT5 Gold · (30 Wo.)AT | — | Erstveröffentlichung: 22. Juli 2011 Verkäufe: + 15.000                                                   |
| 2013 | Go for Gold Home Sweet Home                                             | — | AT1 Gold · (13 Wo.)AT | — | Erstveröffentlichung: 18. Januar 2013 Verkäufe: + 15.000                                                 |
| 2014 | Amoi seg’ ma uns wieder Da komm’ ich her                                | DE9 ×2Doppelplatin · (41 Wo.)DE | AT3 Platin · (47 Wo.)AT | CH6 Gold · (20 Wo.)CH | Erstveröffentlichung: 23. Mai 2014 Verkäufe: + 655.000                                                   |
| 2015 | Heidi –                                                                 | — | — | — | Erstveröffentlichung: 27. Februar 2015                                                                   |
| 2015 | Mountain Man                                                            | — | AT7 (4 Wo.)AT | — | Erstveröffentlichung: 27. März 2015                                                                      |
| 2016 | Hulapalu / Hulapalu (MTV Unplugged) Mountain Man / MTV Unplugged        | DE13 ×3Dreifachplatin · (93 Wo.)DE | AT10 Platin · (64 Wo.)AT | CH4 (60 Wo.)CH | Erstveröffentlichung: 22. Januar 2016 Unplugged: 21. Oktober 2016 (mit den 257ers) Verkäufe: + 1.230.000 |
| 2016 | Vergiss die Heimat nie (MTV Unplugged) MTV Unplugged                    | — | — | — | Erstveröffentlichung: 11. November 2016                                                                  |
| 2017 | Sie (MTV Unplugged) MTV Unplugged                                       | — | — | — | Erstveröffentlichung: 6. Oktober 2017                                                                    |
| 2017 | Engel (MTV Unplugged) MTV Unplugged                                     | — | — | — | Erstveröffentlichung: 13. Oktober 2017                                                                   |
| 2018 | Eine Insel mit zwei Bergen (Das Lummerlandlied) Vergiss mein nicht      | — | — | — | Erstveröffentlichung: 23. März 2018 Original: Augsburger Puppenkiste                                     |
| 2018 | Verdammt lang her Vergiss mein nicht                                    | DE76 (2 Wo.)DE | AT19 (9 Wo.)AT | CH33 (3 Wo.)CH | Erstveröffentlichung: 27. April 2018                                                                     |
| 2018 | Hallihallo Vergiss mein nicht                                           | — | — | — | Erstveröffentlichung: 14. September 2018                                                                 |
| 2019 | Pump It Up (The Motivation Song) 10 Jahre – Best of Volks-Rock‘n’Roller | — | AT67 (1 Wo.)AT | — | Erstveröffentlichung: 24. Mai 2019 feat. Arnold Schwarzenegger                                           |
| 2020 | Neuer Wind Ein neuer Anfang                                             | — | AT22 (1 Wo.)AT | CH51 (1 Wo.)CH | Erstveröffentlichung: 3. April 2020                                                                      |
| 2021 | Liebeleben Ein neuer Anfang                                             | DE— aDE | AT63 (1 Wo.)AT | — | Erstveröffentlichung: 3. Juni 2021                                                                       |
| 2022 | Ein neuer Anfang                                                        | — | — | — | Erstveröffentlichung: 8. April 2022                                                                      |
| 2022 | Südtirol Ein neuer Anfang                                               | — | — | — | Erstveröffentlichung: 20. Mai 2022                                                                       |
| 2022 | Bügel dein Dirndl gscheit auf Ein neuer Anfang                          | — | — | — | Erstveröffentlichung: 3. Juni 2022                                                                       |
| 2023 | Immer wieder Ein neuer Anfang                                           | — | — | — | Erstveröffentlichung: 17. März 2023                                                                      |
| 2023 | Superstar –                                                             | — | — | — | Erstveröffentlichung: 30. Juni 2023                                                                      |
| 2024 | Meine Liebe bleibt –                                                    | — | — | — | Erstveröffentlichung: 17. Mai 2024                                                                       |
| 2024 | Jukeboxblues –                                                          | — | — | — | Erstveröffentlichung: 18. Oktober 2024                                                                   |

## Videoalben und Musikvideos

### Videoalben
| Jahr | Titel Musiklabel                                                                                          | Höchstplatzierung, Gesamtwochen, AuszeichnungChartplatzierungen (Jahr, Titel, Musiklabel, Platzierungen, Wochen, Auszeichnungen, Anmerkungen) | Höchstplatzierung, Gesamtwochen, AuszeichnungChartplatzierungen (Jahr, Titel, Musiklabel, Platzierungen, Wochen, Auszeichnungen, Anmerkungen) | Höchstplatzierung, Gesamtwochen, AuszeichnungChartplatzierungen (Jahr, Titel, Musiklabel, Platzierungen, Wochen, Auszeichnungen, Anmerkungen) | Anmerkungen                                                                   |
| Jahr | Titel Musiklabel                                                                                          | DE | AT | CH | Anmerkungen                                                                   |
| ---- | --- | --- | --- | --- | ----------------------------------------------------------------------------- |
| 2012 | Volks-Rock’n’Roller – Live Koch Universal (UMG)                                                           | DE*DE | AT1 (10 Wo.)AT | CH7 (1 Wo.)CH | Erstveröffentlichung: 12. Oktober 2012 * siehe Livealbum                      |
| 2014 | Home Sweet Home Live – Olympiahalle München Koch Universal (UMG)                                          | DE*DE | AT1 (8 Wo.)AT | CH6 (2 Wo.)CH | Erstveröffentlichung: 14. März 2014 * siehe Studioalbum                       |
| 2016 | Mountain Man – Live aus Berlin Electrola • Stall-Records (UMG)                                            | DE*DE | AT1 (7 Wo.)AT | CH4 (2 Wo.)CH | Erstveröffentlichung: 1. April 2016 * siehe Studioalbum                       |
| 2016 | MTV Unplugged Electrola (UMG)                                                                             | DE* PlatinDE | AT1 (6 Wo.)AT | CH7 (1 Wo.)CH | Erstveröffentlichung: 25. November 2016 * siehe Livealbum; Verkäufe: + 50.000 |
| 2019 | Best of Volks-Rock‘n’Roller – Das Jubiläumskonzert live aus dem Olympiastadion in München Electrola (UMG) | DE*DE | AT5 (5 Wo.)AT | — | Erstveröffentlichung: 6. Dezember 2019 * siehe Kompilation                    |

### Musikvideos
| Jahr | Titel                                           | Regisseur(e)     |
| ---- | ----------------------------------------------- | ---------------- |
| 2010 | I sing a Liad für di                            | Erik Lattwein    |
| 2011 | Sweet Little Rehlein                            |                  |
| 2013 | Zuckerpuppen                                    |                  |
| 2015 | Mountain Man                                    |                  |
| 2015 | Verliebt, verliebt                              | Jörg Sascha Gahr |
| 2015 | Hulapalu                                        | Jörg Sascha Gahr |
| 2018 | Eine Insel mit zwei Bergen (Das Lummerlandlied) | Daniel Sluga     |
| 2018 | Verdammt lang her                               | Sandra Marschner |
| 2018 | Hallihallo                                      | Sandra Marschner |
| 2020 | Neuer Wind                                      |                  |
| 2021 | Liebeleben                                      |                  |
| 2022 | Südtirol                                        |                  |
| 2022 | Bügel dein Dirndl gscheit auf                   |                  |
| 2024 | Jukeboxblues                                    |                  |

## Autorenbeteiligungen und Produktionen
Gabalier schreibt fast alle seiner Lieder selbst oder in Zusammenarbeit mit Koautoren. Die folgende Liste beinhaltet Titel, die von ihm geschrieben aber nicht interpretiert wurden und in den D-A-CH-Staaten eine Chartplatzierung erreichten:
| Jahr | Titel Interpretation                  | Höchstplatzierung, Gesamtwochen, AuszeichnungChartplatzierungen (Jahr, Titel, Interpretation, Platzierungen, Wochen, Auszeichnungen, Anmerkungen) | Höchstplatzierung, Gesamtwochen, AuszeichnungChartplatzierungen (Jahr, Titel, Interpretation, Platzierungen, Wochen, Auszeichnungen, Anmerkungen) | Höchstplatzierung, Gesamtwochen, AuszeichnungChartplatzierungen (Jahr, Titel, Interpretation, Platzierungen, Wochen, Auszeichnungen, Anmerkungen) | Anmerkungen                           |
| Jahr | Titel Interpretation                  | DE | AT | CH | Anmerkungen                           |
| --- | ------------------------------------- | --- | --- | --- | ------------------------------------- |
| 2011 | I sing a Liad für Dich DJ Ötzi        | DE35 (23 Wo.)DE | AT27 (10 Wo.)AT | — | Erstveröffentlichung: 12. August 2011 |
| Folgende Lieder erschienen nicht als Single, wurden aber durch das Album zum Download und Streaming bereitgestellt und konnten somit eine Platzierung erlangen: |                                       | | | |                                       |
| |                                       | | | |                                       |
| 2014 | Amoi seg’ ma uns wieder Xavier Naidoo | DE12 (9 Wo.)DE | AT3 (18 Wo.)AT | CH5 (7 Wo.)CH | Charteinstieg: 16. Mai 2014           |
| 2014 | Zuckerpuppen Sarah Connor             | DE63 (1 Wo.)DE | AT49 (1 Wo.)AT | — | Charteinstieg: 30. Mai 2014           |

## Sonderveröffentlichungen

### Lieder
| Jahr | Titel Album                                          | Anmerkungen                                                              |
| ---- | ---------------------------------------------------- | ------------------------------------------------------------------------ |
| 2017 | 50er Jahre-Medley Helene Fischer (Limitierte Fanbox) | Erstveröffentlichung: 12. Mai 2017 Helene Fischer feat. Andreas Gabalier |

| Jahr | Titel Album                                                                | Anmerkungen |
| ---- | -------------------------------------------------------------------------- | --- |
| 2014 | Die Liste Sing meinen Song – Das Tauschkonzert                             | Erstveröffentlichung: 6. Juni 2014 Original: Roger Cicero                                                           |
| 2014 | Dieser Weg Sing meinen Song – Das Tauschkonzert                            | Erstveröffentlichung: 6. Juni 2014 Original: Xavier Naidoo                                                          |
| 2014 | Heute Nacht Sing meinen Song – Das Tauschkonzert                           | Erstveröffentlichung: 6. Juni 2014 Original: Gregor Meyle                                                           |
| 2014 | Lucky Day Sing meinen Song – Das Tauschkonzert                             | Erstveröffentlichung: 6. Juni 2014 Original: Sasha                                                                  |
| 2014 | Und wenn dein Lied Sing meinen Song – Das Tauschkonzert                    | Erstveröffentlichung: 16. Mai 2014 mit den Sing meinen Song Allstars; Original: Söhne Mannheims – Und wenn ein Lied |
| 2014 | Es wird scho glei dumpa Sing meinen Song – Das Weihnachtskonzert           | Erstveröffentlichung: 5. Dezember 2014 Original: Anton Reidinger                                                    |
| 2014 | Rockin’ Around the Christmas Tree Sing meinen Song – Das Weihnachtskonzert | Erstveröffentlichung: 5. Dezember 2014 Original: Brenda Lee                                                         |

| Jahr | Titel Soundtrack zu | Anmerkungen                            |
| ---- | ------------------- | -------------------------------------- |
| 2015 | Heidi               | Erstveröffentlichung: 27. Februar 2015 |

### Videoalben
| Jahr | Titel Musiklabel                                                | Anmerkungen |
| ---- | --------------------------------------------------------------- | --- |
| 2019 | Best of Volks-Rock‘n’Roller (Jubiläums-Edition) Electrola (UMG) | Erstveröffentlichung: 13. September 2019 erweiterte Fassung mit Bonus-DVD; Verkäufe werden Best of Volks-Rock‘n’Roller hinzuaddiert |

## Promoveröffentlichungen
Promo-Singles

| Jahr | Titel Album | Höchstplatzierung, Gesamtwochen, AuszeichnungChartplatzierungen (Jahr, Titel, Album, Platzierungen, Wochen, Auszeichnungen, Anmerkungen) | Höchstplatzierung, Gesamtwochen, AuszeichnungChartplatzierungen (Jahr, Titel, Album, Platzierungen, Wochen, Auszeichnungen, Anmerkungen) | Höchstplatzierung, Gesamtwochen, AuszeichnungChartplatzierungen (Jahr, Titel, Album, Platzierungen, Wochen, Auszeichnungen, Anmerkungen) | Anmerkungen                                                |
| Jahr | Titel Album | DE | AT | CH | Anmerkungen                                                |
| ---- | --- | --- | --- | --- | ---------------------------------------------------------- |
| 2011 | Mei Herz schlogt nur für di Herzwerk                                                                                   | — | — | — | Erstveröffentlichung: 7. Januar 2011                       |
| 2011 | Volks-Rock‘n’Roller | — | — | — | Erstveröffentlichung: 2011                                 |
| 2013 | Zuckerpuppen Home Sweet Home                                                                                           | DE82 (1 Wo.)DE | AT29 (5 Wo.)AT | — | Erstveröffentlichung: 17. Mai 2013                         |
| 2013 | Man of Volks-Rock‘n’Roll Home Sweet Home                                                                               | — | — | — | Erstveröffentlichung: 18. Oktober 2013                     |
| 2014 | Für mich bist du schön Home Sweet Home                                                                                 | — | — | — | Erstveröffentlichung: 22. Februar 2014                     |
| 2014 | Dieser Weg Sing meinen Song – Das Tauschkonzert                                                                        | — | AT50 (2 Wo.)AT | — | Erstveröffentlichung: 3. Juni 2014 Original: Xavier Naidoo |
| 2015 | Verliebt, verliebt Mountain Man                                                                                        | — | AT54 (2 Wo.)AT | — | Erstveröffentlichung: 8. Mai 2015                          |
| 2017 | Dirndl lieben (MTV Unplugged) MTV Unplugged                                                                            | — | — | — | Erstveröffentlichung: 28. April 2017                       |
| 2018 | Ewig Vergiss mein nicht                                                                                                | — | — | — | Erstveröffentlichung: 18. Mai 2018                         |
| 2019 | Vergiss mein nicht | — | — | — | Erstveröffentlichung: 20. September 2019                   |
| 2019 | Wo immer du auch bist (Live) Best of Volks-Rock‘n’Roller – Das Jubiläumskonzert live aus dem Olympiastadion in München | — | — | — | Erstveröffentlichung: 29. November 2019                    |

## Statistik

### Chartauswertung
Die folgende Aufstellung beinhaltet eine Übersicht über die Charterfolge Gabaliers in den Album-, Single- sowie den Musik-DVD-Charts. Zu berücksichtigen ist, das bei den Singleauswertungen nur Interpretationen und keine Autorenbeteiligungen inbegriffen sind. In Deutschland besteht die Besonderheit, dass Videoalben sich ebenfalls in den Albumcharts platzieren. In Österreich und der Schweiz werden für Videoalben eigenständige Chartlisten geführt.
|                     | DE     | AT     | CH     |
| ------------------- | ------ | ------ | ------ |
| Nummer-eins-Alben   | DE3DE  | AT10AT | CH2CH  |
| Top-10-Alben        | DE7DE  | AT11AT | CH7CH  |
| Alben in den Charts | DE11DE | AT11AT | CH11CH |

|                       | DE    | AT     | CH    |
| --------------------- | ----- | ------ | ----- |
| Nummer-eins-Singles   | DE—DE | AT1AT  | CH—CH |
| Top-10-Singles        | DE1DE | AT6AT  | CH2CH |
| Singles in den Charts | DE6DE | AT15AT | CH6CH |

|                          | DE    | AT    | CH    |
| ------------------------ | ----- | ----- | ----- |
| Nummer-eins-Videoalben   | DE—DE | AT4AT | CH—CH |
| Top-10-Videoalben        | DE—DE | AT5AT | CH4CH |
| Videoalben in den Charts | DE—DE | AT5AT | CH4CH |

### Auszeichnungen für Musikverkäufe
Anmerkung: Auszeichnungen in Ländern aus den Charttabellen bzw. Chartboxen sind in ebendiesen zu finden.
| Land/RegionAuszeichnungen für Musikverkäufe (Land/Region, Auszeichnungen, Verkäufe, Quellen) | Gold       | Platin       | Verkäufe  | Quellen              |
| -------------------------------------------------------------------------------------------- | ---------- | ------------ | --------- | -------------------- |
| Deutschland (BVMI)                                                                           | 6× Gold6   | 19× Platin19 | 5.250.000 | musikindustrie.de    |
| Österreich (IFPI)                                                                            | 4× Gold4   | 37× Platin37 | 772.500   | ifpi.at              |
| Schweiz (IFPI)                                                                               | 3× Gold3   | 7× Platin7   | 245.000   | musikwoche.de: #1 #2 |
| Insgesamt                                                                                    | 13× Gold13 | 63× Platin63 |           |                      |